# Mark W. Harris
Mark W. Harris (* 26. September 1951 in New Salem, Massachusetts, Vereinigte Staaten) ist ein US-amerikanischer unitarischer Theologe und Geistlicher.

## Leben und Wirken
Mark W. Harris machte nach einem Gemeindedienst 1973 seinen Abschluss als Bachelor am Bates College, 1975 als Master an der University of New Hampshire und 1978 als Master of Divinity an der Starr King School for the Ministry des Mills Colleges in Oakland, Kalifornien. Danach diente er in Sheffield, South Yorkshire, England an der Underbank Chapel und an einer Unity Church. 1978 erhielt er das Preliminary Fellowship der Unitarian Universalist Association (UUA). 1979 wurde er ordiniert und Minister in der St. Pauls Church in Palmer, Massachusetts. 1982 erhielt er das Full Fellowship. 1985 bis 1989 war er Informationsdirektor der Unitarian Universalist Association in Boston und danach bis 1996 Minister des First Parish in Milton, Massachusetts. 
1996 wurde er gemeinsam mit seiner Frau Andrea geb. Greenwood Minister und ab 1998 alleiniger Minister des First Parish in Watertown. 2019 ging er in den Ruhestand und erhielt den Titel "Minister Emeritus".
Mark W. Harris war Lehrbeauftragter an der Starr King School for the Ministry, an der Andover Newton Theological School, an der Boston University School of Theology und an der Harvard Divinity School. Er ist Mitarbeiter am Dictionary of Unitarian & Universalist Biography. 
Mark W. Harris lebt in Owls Head, Maine und ist Vater von vier Söhnen.

## Schriften
- Among the dry bones. Liberal religion in New Salem, Massachusetts. Unitarian Universalist Association, Springfield, Mass. 1981, OCLC 191122227.
- Unitarian Universalist origins. Our historic faith. Unitarian Universalist Association, Boston 1998, OCLC 857776678.
- Historical dictionary of Unitarian Universalism. Scarecrow, Lanham 2004, ISBN 0-8108-4869-4.
- Hosea Ballou’s „Treatise“ at 200. UUHS Lecture at General Assembly, Fort Worth, Texas 2005 (online).
- The A to Z of Unitarian Universalism (= A to Z guide series. Nr. 34). Scarecrow, Lanham 2009, ISBN 978-0-8108-6333-0.
- Elite. Uncovering Classism in Unitarian Universalist History. Skinner, Boston 2011, ISBN 978-1-55896-573-7.
- mit Andrea Greenwood: Introduction to the Unitarian and Universalist Traditions. Cambridge University Press, Cambridge 2011, ISBN 978-0-521-88148-7.